# Gare Federico Lacroze
Pour les articles homonymes, voir Lacroze.
La gare Federico Lacroze est une gare ferroviaire argentine, située à l'intersection des avenues Avenida Corrientes et Federico Lacroze, dans le quartier de Chacarita de la capitale Buenos Aires.

## Service des voyageurs

### Desserte
C'est la gare-terminus du Chemin de fer General Urquiza, qui dessert la région de Mésopotamie. Elle constitue de ce fait aussi le point de départ de la ligne de banlieue Urquiza qui dessert une partie de la banlieue nord de la capitale. 

### Intermodalité
Depuis la gare on peut réaliser une correspondance avec la ligne B du réseau du métro de Buenos Aires. Cette dernière quoique gérée par le même concessionnaire que la ligne Urquiza (la société Metrovías) et ayant un écartement des rails identique, n'offre pas de liaison directe avec cette celle-ci. La correspondance se fait cependant aisément via un tunnel piétonnier.